# Xiaolüren

Xiaolüren z Tajwanu

Xiaolüren (oficjalna nazwa: chiń. 行人倒數計時顯示, pol. wsteczne odliczanie dla pieszych; potoczna chiń. 小綠人; pinyin Xiǎolǜrén; dosł. „mały zielony ludzik”) – animowana sygnalizacja świetlna na Tajwanie. Po raz pierwszy została wprowadzona w mieście Tajpej w 1999 roku. W kilka lat stała się popularna na całej wyspie. Sygnalizacja przedstawia wizerunek idącego zielonego ludzika ubranego w kapelusz. Gdy czas przejścia pieszych przez ulicę dobiega końca, ludzik przyspiesza kroku, co stanowi sugestię dla przechodniów, aby przejść przez pasy na czas. Zielonemu ludzikowi towarzyszy odliczanie czasu przeznaczonego na przejście przez ulicę na zawieszonym powyżej liczniku. Xiaolüren został wykorzystany także w Hiszpanii, zwłaszcza w Sewilli. W kraju swojego pochodzenia był przedmiotem sporu patentowego pomiędzy tamtejszym Ministerstwem Transportu, a firmą Kang Shen Technology Company.